# السودان في الألعاب الأولمبية الصيفية 2004
شاركت السودان في الألعاب الأولمبية الصيفية 2004 في أثينا باليونان في الفترة من 13 إلى 29 أغسطس 2004.

## ألعاب القوى
يعد الرياضيون السودانيون مؤهلون في أحداث ألعاب القوى (بحد أقصى 3 رياضيين في كل حدث في المستوى "أ"، ولاعب واحد في المستوى "ب").  
رجال
أحداث المسار والطريق
| رياضي                 | حدث         | حرارة | حرارة | الربع النهائي | الربع النهائي | الدور قبل النهائي | الدور قبل النهائي | أخير     | أخير     |
| رياضي                 | حدث         | نتيجة | رتبة | نتيجة         | رتبة          | نتيجة             | رتبة              | نتيجة    | رتبة     |
| --------------------- | ----------- | --- | --- | ------------- | ------------- | ----------------- | ----------------- | -------- | -------- |
| نجم الدين علي أبو بكر | 400 م       | 46.32 | colspan=2 data-sort-value="" style="background: #ececec; color: #2C2C2C; vertical-align: middle; text-align: center; " class="table-na" \| —      | لم يتقدم      | لم يتقدم      | لم يتقدم          | لم يتقدم          |          |          |
| بيتر روكو اشاك        | 1500 م      | DNS\|colspan=2 data-sort-value="" style="background: #ececec; color: #2C2C2C; vertical-align: middle; text-align: center; " class="table-na" \| — | DNS\|colspan=2 data-sort-value="" style="background: #ececec; color: #2C2C2C; vertical-align: middle; text-align: center; " class="table-na" \| — | لم يتقدم      | لم يتقدم      | لم يتقدم          | لم يتقدم          |          |          |
| إسماعيل أحمد إسماعيل  | 800 م       | 1:45.17 | colspan=2 data-sort-value="" style="background: #ececec; color: #2C2C2C; vertical-align: middle; text-align: center; " class="table-na" \| —      | 1:45.45       | 2 س           | 1:52.49           | 8                 |          |          |
| تود ماثيوز جودة       | 110 م حواجز | 13.47 ن | 4 س | 13.77         | 8             | لم يتقدم          | لم يتقدم          | لم يتقدم | لم يتقدم |

نحيف
الأحداث الميدانية
| رياضي        | حدث         | مؤهل  | مؤهل | أخير  | أخير |
| رياضي        | حدث         | مسافة | موضع | مسافة | موضع |
| ------------ | ----------- | ----- | ---- | ----- | ---- |
| ياميل الداما | قفزة ثلاثية | 14.80 | 3 س  | 14.99 | 5    |

مفردات
- ملاحظة – التصنيفات المعطاة لأحداث المضمار تقع ضمن منافسات الرياضي فقط
- س = التأهل للدور القادم
- q = تأهل للجولة التالية باعتباره الخاسر الأسرع أو ، في الأحداث الميدانية، حسب المركز دون تحقيق هدف التأهل
- NR = السجل الوطني
- N/A = الجولة لا تنطبق على الحدث
- وداعا = لا يشترط على الرياضي التنافس في الجولة

## أنظر أيضا
- السودان في الألعاب البارالمبية الصيفية 2004

## وصلات خارجية
- التقرير الرسمي للأولمبياد الثامن والعشرون